# أزرق الميثيل
أزرق الميثيل هو مركب كيميائي بالصيغة الجزيئية C37H27N3Na2O9S3. يستخدم كصبغة في علم الأنسجة ، يصبغ الكولاجين باللون الأزرق في مقطع النسيج . من الممكن استخدامه في تقنيات الصبغ التمييزية مثل صبغة مالوري للنسيج الضام ، صبغة غوموري للشعيرات . كما يمكن استخدامه كناقل الكتروني متوسط في خلايا الوقود الجرثومية .جدار الخلايا الفطرية أيضاً يصبغ باستخدام الميثيل بلو .
يتواجد أزرق الميثيل أيضاً في مزيج مع الماء الأزرق باللأسماء التالية انلين بلو دابليو اس، انلين بلو، شاينا بلو ، سوليبل بلو .